# ایمی
اِیمی (به انگلیسی: Amy) نام کوچک دخترانه که ممکن است کوتاه‌شدهٔ اسامی آماندا، آمِلیا، آمِلی یا آمیتا باشد. این نام در زبان فرانسوی به‌صورت Aimée نوشته می‌شود و معنای «دوست‌داشتنی» می‌دهد. اِیمی ممکن است برای اشاره به یکی از افراد زیر به‌کار رود:

## افراد
- ایمی بیچ (۱۸۶۷–۱۹۴۴) آهنگ‌ساز و نوازندهٔ پیانوی اهل ایالات متحدهٔ آمریکا
- ایمی لوول (۱۸۷۴–۱۹۲۵) شاعر اهل ایالات متحدهٔ آمریکا
- ایمی جانسون (۱۹۰۳–۱۹۴۱) هوانورد انگلیسی
- ایمی رایت (زادهٔ ۱۹۵۰ میلادی) بازیگر اهل ایالات متحدهٔ آمریکا
- ایمی همپل (زادهٔ ۱۹۵۱ میلادی) نویسنده و روزنامه‌نگار اهل ایالات متحدهٔ آمریکا
- ایمی تن (زادهٔ ۱۹۵۲ میلادی) نویسندهٔ آمریکایی
- ایمی هیل (زادهٔ ۱۹۵۳ میلادی) بازیگر اهل ایالات متحدهٔ آمریکا
- ایمی اروینگ (زادهٔ ۱۹۵۳ میلادی) بازیگر اهل ایالات متحدهٔ آمریکا
- ایمی هکرلینگ (زادهٔ ۱۹۵۴ میلادی) هنرپیشه، کارگردان و تهیه‌کنندهٔ آمریکایی
- ایمی گودمن (زادهٔ ۱۹۵۷ میلادی) روزنامه‌نگار اهل ایالات متحدهٔ آمریکا
- ایمی استیل (هنرپیشه) (زادهٔ ۱۹۶۰ میلادی) اهل ایالات متحدهٔ آمریکا
- ایمی گرنت (زادهٔ ۱۹۶۰ میلادی) خوانندهٔ پاپ آمریکایی
- ایمی کلوبشار (زادهٔ ۱۹۶۰ میلادی) سناتور آمریکایی از ایالت مینه‌سوتا
- ایمی سداریس (زادهٔ ۱۹۶۱ میلادی) بازیگر و نویسندهٔ آمریکایی
- ایمی یاسبک (زادهٔ ۱۹۶۲ میلادی) بازیگر آمریکایی
- ایمی برنمن (زادهٔ ۱۹۶۴ میلادی) بازیگر اهل ایالات متحدهٔ آمریکا
- ایمی چوا (زادهٔ ۱۹۶۲ میلادی) وکیل و نویسندهٔ چینی/آمریکایی
- ایمی رایان (زادهٔ ۱۹۶۸ میلادی) بازیگر اهل ایالات متحدهٔ آمریکا
- ایمی هارگریوس (زادهٔ ۱۹۷۰ میلادی) بازیگر اهل ایالات متحدهٔ آمریکا
- ایمی ردفورد (زادهٔ ۱۹۷۰ میلادی) بازیگر آمریکایی و دختر رابرت ردفورد
- ایمی جو جانسون (زادهٔ ۱۹۷۰ میلادی) خواننده/ترانه‌سرا و بازیگر اهل ایالات متحدهٔ آمریکا
- ایمی اونیل (زادهٔ ۱۹۷۱ میلادی) بازیگر اهل ایالات متحدهٔ آمریکا
- ایمی پولر (زادهٔ ۱۹۷۱ میلادی) کمدین اهل ایالات متحدهٔ آمریکا
- ایمی کنی برت (زادهٔ ۱۹۷۲ میلادی) وکیل و حقوقدان اهل ایالات متحدهٔ آمریکا
- ایمی آدامز (زادهٔ ۱۹۷۴ میلادی) بازیگر اهل ایالات متحدهٔ آمریکا
- ایمی فیشر (زادهٔ ۱۹۷۴ میلادی) پورن‌استار اهل ایالات متحدهٔ آمریکا
- ایمی اسمارت (زادهٔ ۱۹۷۶ میلادی) بازیگر و مُدل اهل ایالات متحدهٔ آمریکا
- ایمی اسلوآن (زادهٔ ۱۹۷۸ میلادی) بازیگر کانادایی
- ایمی دیویدسن (زادهٔ ۱۹۷۹ میلادی) بازیگر اهل ایالات متحدهٔ آمریکا
- ایمی پردی (زادهٔ ۱۹۷۹ میلادی) بازیگر، اسنوبردر و سخنران انگیزشی اهل ایالات متحدهٔ آمریکا
- ایمی چو (زادهٔ ۱۹۷۸ میلادی) ژیمناست بازنشستهٔ اهل ایالات متحدهٔ آمریکا
- ایمی اکر (زادهٔ ۱۹۷۶ میلادی) بازیگر اهل ایالات متحدهٔ آمریکا
- ایمی لی (زادهٔ ۱۹۸۱ میلادی) خواننده/ترانه‌سرای آمریکایی عضو گروه اونسنس
- ایمی شومر (زادهٔ ۱۹۸۱ میلادی) کمدین آمریکایی
- ایمی سایمتز (زادهٔ ۱۹۸۱ میلادی) بازیگر، نویسنده و تهیه‌کنندهٔ آمریکایی
- ایمی ویلیامز (زادهٔ ۱۹۸۲ میلادی) ورزشکار اسکلتون اهل بریتانیا
- ایمی ناتال (زادهٔ ۱۹۸۲ میلادی) خواننده و بازیگر بریتانیایی
- ایمی واکر (زادهٔ ۱۹۸۲ میلادی) خواننده و بازیگر آمریکایی
- ایمی واینهاوس (۱۹۸۳–۲۰۱۱) خواننده/ترانه‌سرای اهل بریتانیا
- ایمی ورمولن (زادهٔ ۱۹۸۳ میلادی) بازیکن فوتبال اهل کانادا
- ایمی مکدونالد (بازیکن فوتبال) (زادهٔ ۱۹۸۵ میلادی) اهل بریتانیا
- ایمی مکدونالد (زادهٔ ۱۹۸۷ میلادی) خواننده/ترانه‌سرای اهل اسکاتلند
- ایمی رودریگز (زادهٔ ۱۹۸۷ میلادی) بازیکن فوتبال اهل آمریکا
- ایمی پمبرتون (زادهٔ ۱۹۸۸ میلادی) بازیگر اهل بریتانیا
- ایمی بروکنر (زادهٔ ۱۹۹۱ میلادی) بازیگر و خوانندهٔ اهل ایالات متحدهٔ آمریکا
- ایمی دیاسیسمونت (زادهٔ ۱۹۹۲ میلادی) خوانندهٔ اهل سوئد
- ایمی تینکلر (زادهٔ ۱۹۹۹ میلادی) ژیمناست اهل بریتانیا

## شخصیت‌های داستانی
- ایمی فارا فاولر از شخصیت‌های سریال تئوری بیگ بنگ
- ایمی پوند شخصیتی تخیلی در سریال دکتر هو